# Districte d'Ebebiyín
El districte d'Ebebiyín  és un districte de Guinea Equatorial, a la part oriental de la província Kié-Ntem, a la regió continental del país. La capital del districte és Ebebiyín. El cens de 1994 hi mostrava 45.557 habitants. Tenia 86 Consells de Poblats.